# معاهده ریسویک
معاهده ریسویک (انگلیسی: Treaty of Ryswick)، به مجموعه توافقنامه امضا شده در شهر ریس‌ویک در بین ۲۰ سپتامبر تا ۳۰ اکتبر ۱۶۹۷ که پایانی بود بر جنگ نه‌ساله که بین اتحادیه بزرگ و فرانسه رخ داده بود.

## مفاد قرارداد
سرانجام لوئی اعتراف کرد که پیروزی‌های موقتی او، فرانسه را ضعیف کرده‌است؛ بنابراین به سیاستمداران کشور دستور داد تا با اتحادیه بزرگ مذاکرات صلح را آغاز کنند. در ۱۶۹۶ دوک ساووا را متقاعد ساختند تا یک معاهده صلح جداگانه امضا کند. علاوه بر آن لوئی اعلام کرد که دیگر خاندان استوارت‌ها مورد حمایت فرانسه نیستند و وی به زودی سلطنت ویلیام سوم را به رسمیت خواهد شناخت، اما انگلستان اخراج جیمز دوم از فرانسه و استرداد وی به انگلستان را نخستین شرط شروع مذاکره قرار داد. لوئی این درخواست را نپذیرفت، اما تقبل کرد که همه سرزمین‌هایی را که ارتشش تصرف کرده‌است دوباره پس بدهد. در ۲۰ سپتامبر ۱۶۹۷ پیمان ریسویک (نزدیک لاهه) به «جنگ پالاتاین» با انگلستان، هلند و اسپانیا پایان داد.
طبق مفاد این معاهده، فرانسه آلزاس (شامل استراسبورگ) را نگه داشت و فریبورگ، برایزاخ و فیلیپسبپورگ به امپراتوری مقدس روم برگردانده شد، پودوچری (پس از پرداخت ۱۶ هزار سکه هلندی) و نوا اسکوشیا را دوباره بدست آورد، اسپانیا کاتالونیا، و قلعه‌های مونس، لوکزامبورگ و کورتریک را از فرانسه بازپس گرفت. دوک‌نشین لورن از فرانسه به لئوپولد ژوزف برگردانده شد.